# Andwuelle Wright
Andwuelle Wright (* 8. August 1997) ist ein trinidadischer Leichtathlet, der sich auf den Weitsprung spezialisiert hat. In dieser Disziplin ist er Inhaber des Nationalrekords.

## Sportliche Laufbahn
Andwuelle Wright tritt seit dem Jahr 2012 in Wettkämpfen im Weitsprung an. In diesem Jahr wurde er U18-Meister seines Heimatlandes. Im Juni sprang er erstmals über sieben Meter und gewann damit bei den U18-Zentralamerika- und Karibikspielen in El Salvador. 2013 siegte er erstmals bei den CARIFTA Games auf den Bahamas. Im Juli desselben Jahres nahm er an den U18-Weltmeisterschaften in Donezk teil. In der Qualifikation blieb er allerdings unter sieben Metern und schied damit als Achter seiner Gruppe aus. Insgesamt belegte er den 21. von insgesamt 25 Plätzen. 2014 konnte er sich bis auf eine Weite von 7,42 m steigern. Im Juli konnte er seinen Titel bei den U18-Zentralamerika- und Karibikspielen in Mexiko erfolgreich verteidigen. Einen Monat später trat er bei den zweiten Olympischen Jugendspielen in Nanjing an. Dabei verpasste er den Einzug in das Finale, konnte allerdings im Anschluss als Sieger des B-Finales hervorgehen, womit er insgesamt Neunter wurde. 2015 trat er im Juli bei den U20-Panamerikameisterschaften im kanadischen Edmonton an, bei denen er mit 7,51 m den fünften Platz belegte.
Nachdem Wright die Saison 2016 komplett verpasst hatte, konnte er erst 2018 zu alter Stärke zurückfinden. Gleich in seinem ersten Wettkampf im Februar, übersprang er erstmals die Acht-Meter-Marke, wenngleich zu starker Rückenwind herrschte. Nur einen Monat später konnte er die weite mit 8,03 m, diesmal mit regulärem Rückenwind, bestätigen. Im Juni steigerte er sich bei den nationalen Meisterschaften gar auf 8,23 m und stellte damit, neben der Goldmedaille, auch einen neuen Nationalrekord auf, den zuvor sein Trainer, Wendell Williams, mit 8,14 m innehatte. Im Juli trat er bei den Zentralamerika- und Karibikspielen in Barranquilla an. Dort blieb er im Finale knapp unter acht Metern, konnte aber dennoch die Bronzemedaille gewinnen. Nur einige Wochen später startete er zudem bei den Nordamerikameisterschaften in Toronto. Dabei erzielte er nahezu die gleiche Weite wie zuvor in Kolumbien, womit er Fünfter wurde. 2019 konnte er im Juli zunächst seinen Nationalrekord nochmals um zwei Zentimeter auf 8,25 m verbessern. Dies gelang ihm im Finale der U23-Nordamerikameisterschaften in Mexiko, womit er neben der Goldmedaille, auch einen neuen Meisterschaftsrekord aufstellte. Daraufhin startete er auch bei den Panamerikanischen Spielen in Lima, bei denen er den siebten Platz belegte. Seine Vorleistungen in der Saison verschafften ihm zudem die Teilnahme an den Weltmeisterschaften in Doha. Dort kam er in der Qualifikation allerdings nur auf 7,76 m und schied damit aus. Insgesamt belegte er bei seiner ersten WM-Teilnahme den 17. Platz.
Wright gelang bereits die Qualifikation für die Olympischen Sommerspiele 2020, die aufgrund der COVID-19-Pandemie auf 2021 verschoben wurden. 2019 verbrachte er ein Wintertrainingslager beim Hellersdorfer Athletik-Club, zu dem Wrights Trainer Williams gute Verbindungen hat. Dort brachte er in der Qualifikation Ende Juli 2021 allerdings keine gültige Weite zustande und schied damit vorzeitig aus. Während der Schlussfeier war er der Fahnenträger seiner Nation. 2022 trat er bei den Commonwealth Games in Birmingham an und belegte im Finale den zehnten Platz.

## Wichtige Wettbewerbe
| Jahr                            | Veranstaltung                         | Ort                             | Platz                           | Disziplin                       | Weite / Zeit                    |
| Startet für Trinidad und Tobago | Startet für Trinidad und Tobago       | Startet für Trinidad und Tobago | Startet für Trinidad und Tobago | Startet für Trinidad und Tobago | Startet für Trinidad und Tobago |
| ------------------------------- | ------------------------------------- | ------------------------------- | ------------------------------- | ------------------------------- | ------------------------------- |
| 2012                            | U18-Zentralamerika- und Karibikspiele | San Salvador                    | 1.                              | Weitsprung                      | 7,07 m                          |
| 2013                            | U18-Weltmeisterschaften               | Donezk                          | 21.                             | Weitsprung                      | 6,99 m                          |
| 2014                            | U18-Zentralamerika- und Karibikspiele | Morelia                         | 1.                              | Weitsprung                      | 7,15 m                          |
| 2014                            | Olympische Jugendspiele               | Nanjing                         | 9.                              | Weitsprung                      | 7,21 m                          |
| 2015                            | U20-Panamerikameisterschaften         | Edmonton                        | 5.                              | Weitsprung                      | 7,51 m                          |
| 2018                            | Zentralamerika- und Karibikspiele     | Barranquilla                    | 3.                              | Weitsprung                      | 7,94 m                          |
| 2018                            | Nordamerikameisterschaften            | Toronto                         | 5.                              | Weitsprung                      | 7,93 m                          |
| 2019                            | U23-Nordamerikameisterschaften        | Santiago de Querétaro           | 1.                              | Weitsprung                      | 8,25 m                          |
| 2019                            | Panamerikanische Spiele               | Lima                            | 7.                              | Weitsprung                      | 7,62 m                          |
| 2019                            | Weltmeisterschaften                   | Doha                            | 17.                             | Weitsprung                      | 7,76 m                          |
| 2021                            | Olympische Sommerspiele               | Tokio                           |                                 | Weitsprung                      | o.g.V.                          |
| 2022                            | Commonwealth Games                    | Birmingham                      | 10.                             | Weitsprung                      | 7,57                            |

## Persönliche Bestleistungen
Freiluft
- Weitsprung: 8,25 m, 5. Juli 2019, Queretaro, (Nationalrekord)